# Mititei
Los mititei o mici (pron. ‘michi’; significado en rumano: ‘pequeños’ o ‘diminutos’) son un plato tradicional de la cocina rumana, consistente en carne picada con forma de rollo que se asa a la parrilla. La carne empleada en esta especie de albóndiga o ćevapi es generalmente una combinación de cordero y ternera o cerdo y ternera, aderezado con ajo, pimienta negra molida, tomillo, pimienta de Tabasco, coriandro (cilantro) y jugo de hueso de ternera (parecido al demi-glace), a lo que se añade un poco de bicarbonato de sodio. Esta combinación de ingredientes le otorga un sabor distintivo, diferente a otros platos de este tipo.
Se sirve por regla general acompañado de mostaza y una cerveza. Los mititei son un aperitivo muy popular en Rumanía y puede decirse que es uno de sus platos nacionales.

## Difusión
El plato es también típico de la diáspora rumana, siendo muchas veces adaptado al país donde residen dichas comunidades. Fuera de Rumanía es conocido muchas veces como kebab rumano. En Israel, la extensa comunidad de judíos de origen rumano ha conservado su especial modo de preparación del mici con base en carne de cordero y ternera, y se sirve en ocasiones con pita, patatas fritas y ensalada mediterránea; muchas veces se mezcla con otras carnes típicas de preparación mediterránea y platos como el hummus, si bien en los restaurantes rumanos «puros» se sirve con otras comidas de la concina rumana, como la mămăligă, los sarmale y en invierno con ciorbă como primer plato.
El mici es también muy común entre la comunidad rumana de Alemania.

## Historia
La leyenda popular dice que los mititei fueron inventados una tarde en un bar llamado La Iordachi en Bucarest, lugar muy conocido por sus salchichas.[cita requerida] Sin embargo, existen platos muy similares en muchos países de Europa del Este,  pero con sabores muy diferentes del mici rumano.

## Galería

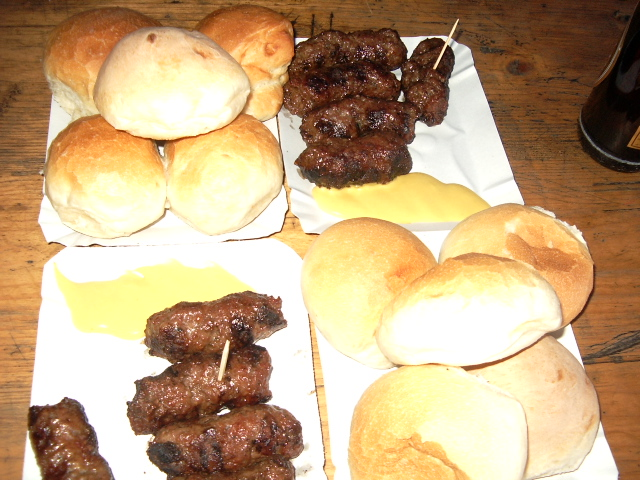
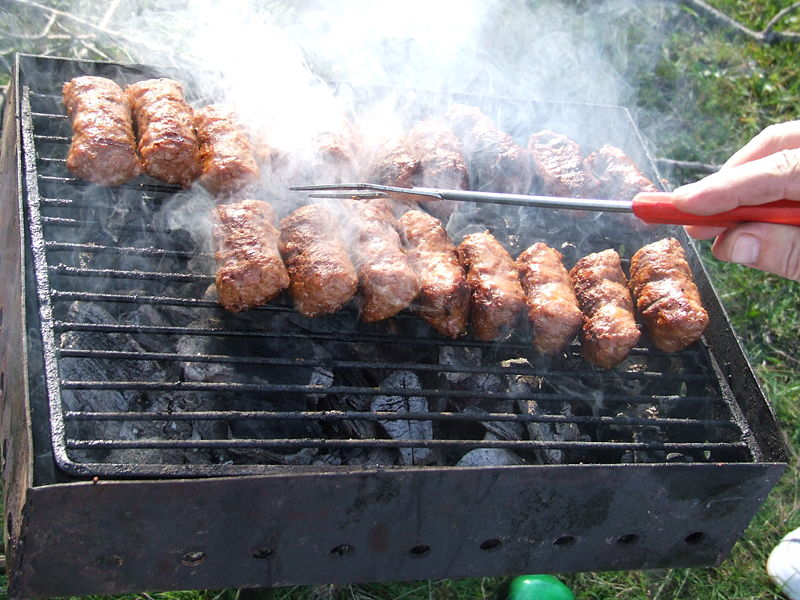
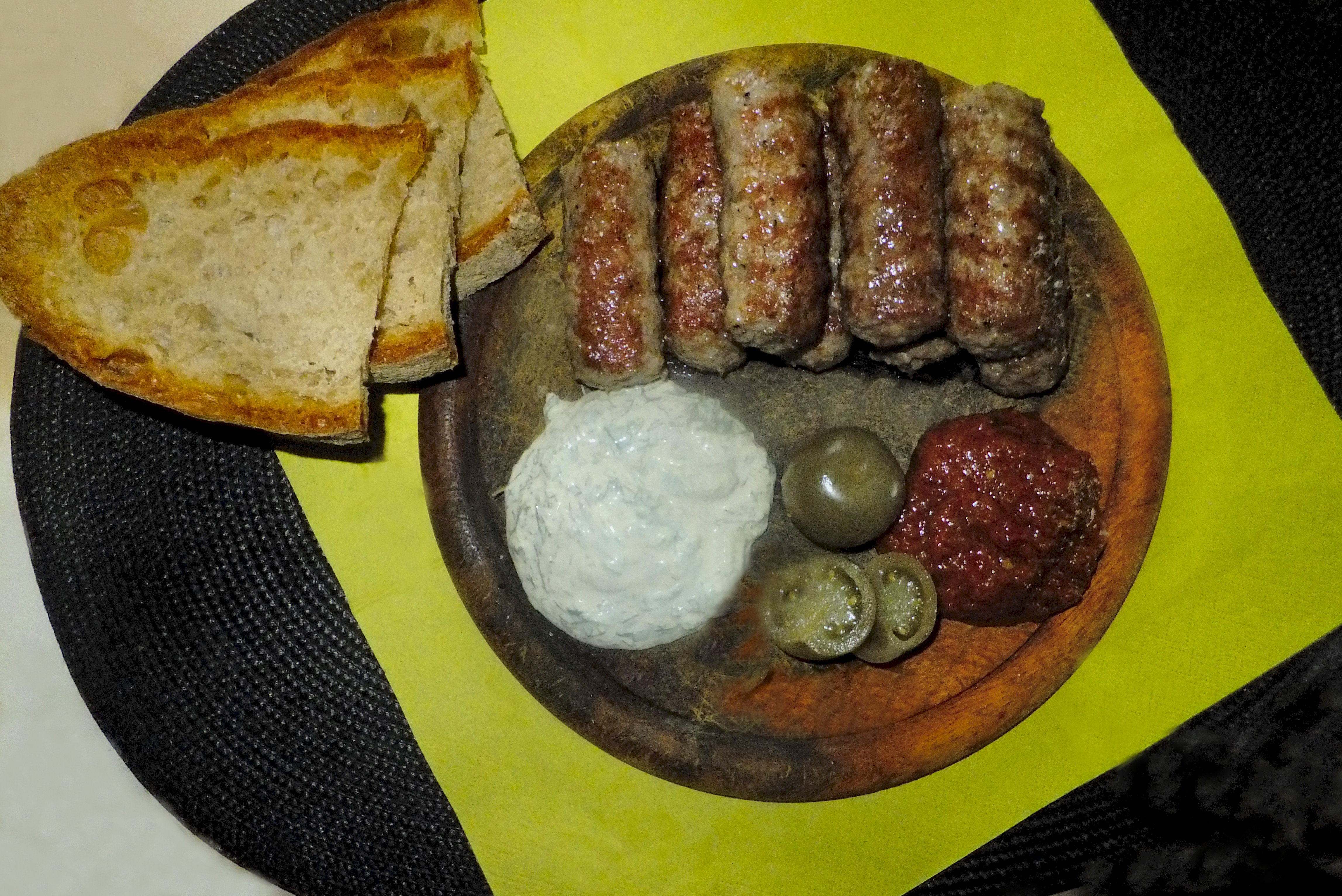
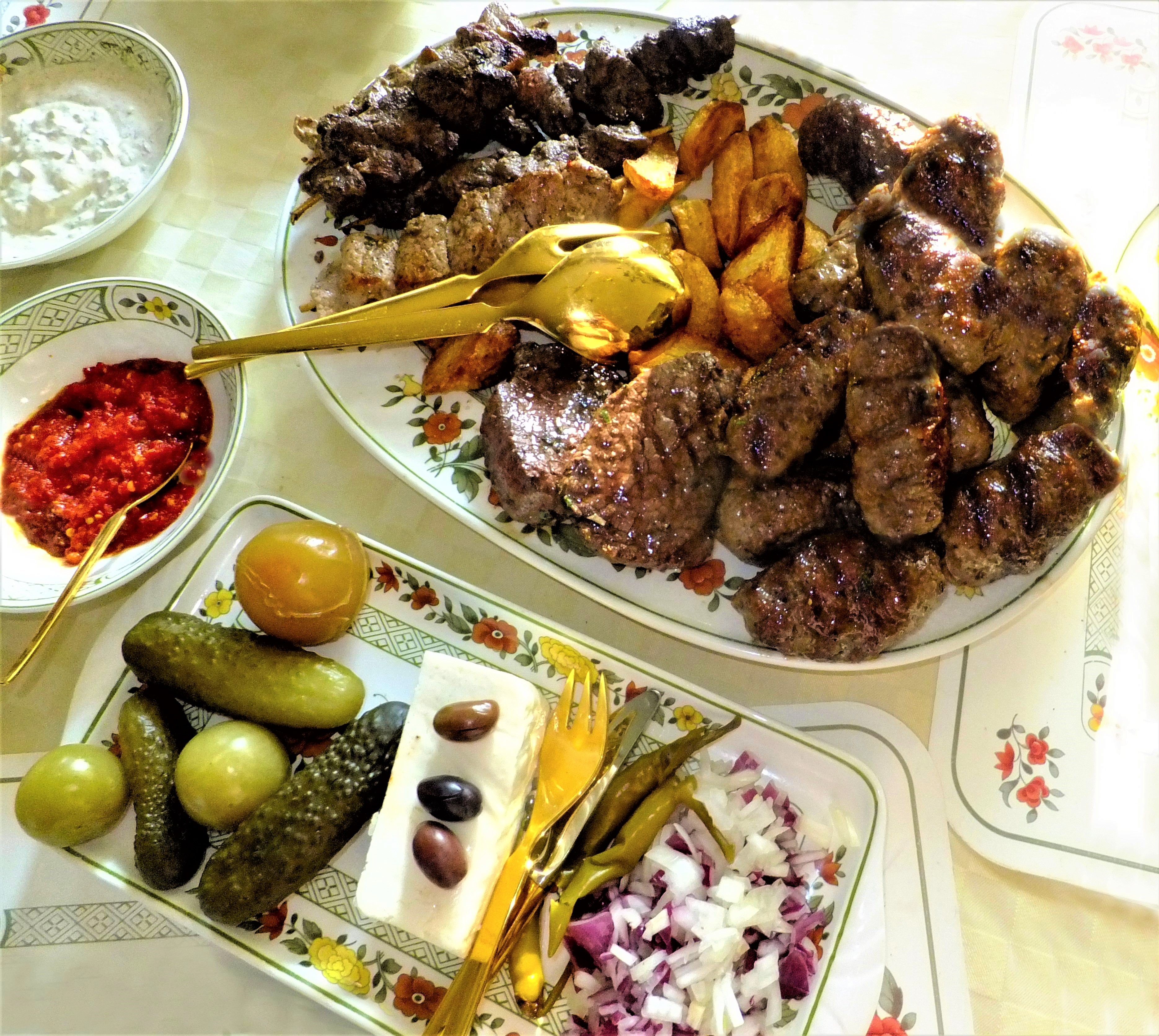
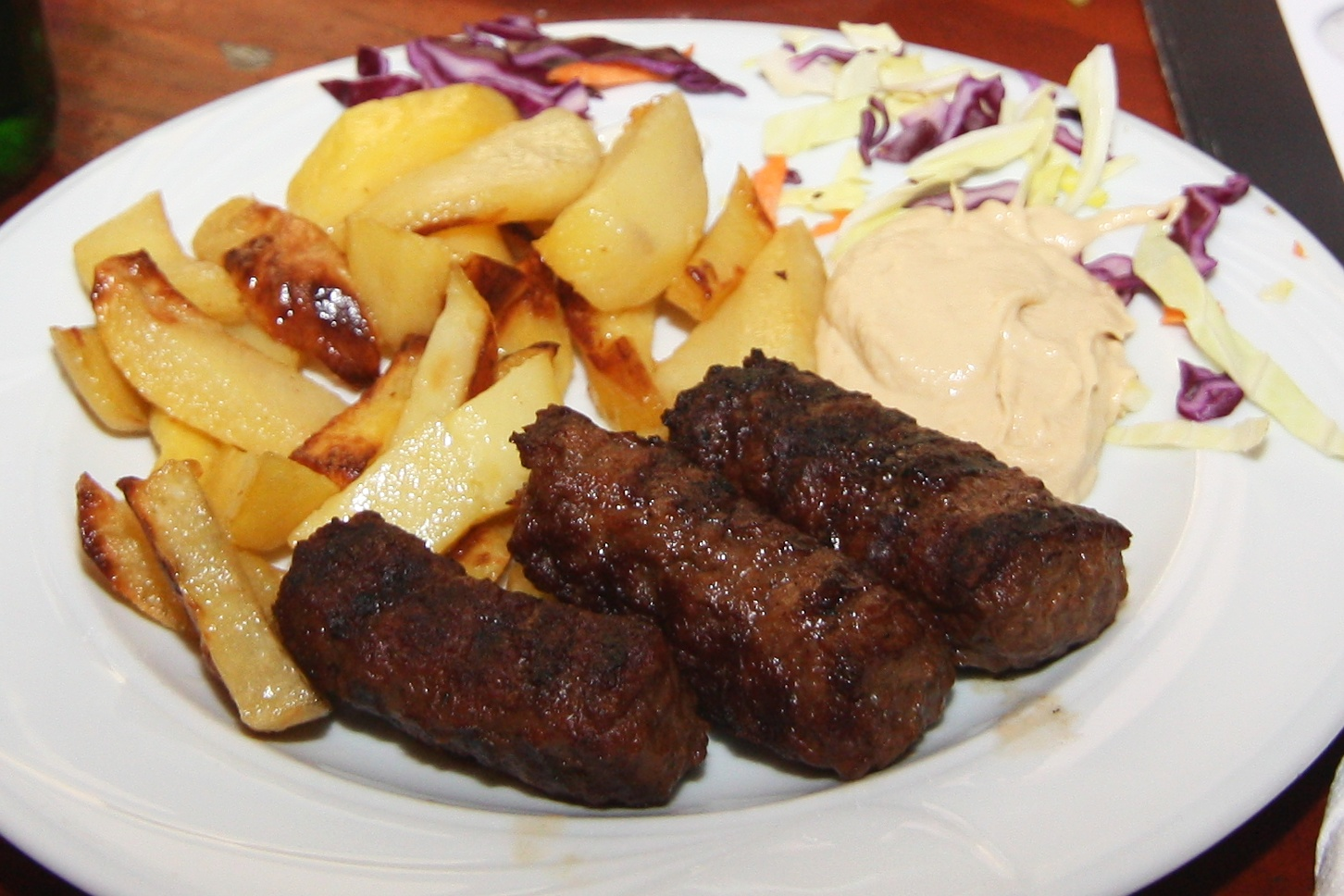